# Publio (nombre)
Publio es un nombre propio masculino de origen latino (Publius) en su variante en español, con el significado de: amigo del pueblo, el que es popular.
Femenino: Publia.

## Santoral
- Publio de Atenas. Primer obispo de Malta, mártir. Festividad, 21 de enero.
- Publio (obispo). Siglo II. Martirizado junto a Aurelio de Córdoba. Festividad, 12 de noviembre.
- Publio (mártir). Martirizado junto a San Marcelo, San Julián y otros. Festividad, 19 de febrero.
- Publio (mártir de África). Martirizado junto a los Santos Vittore, Ermete y Papia, Festividad, 2 de noviembre.
- Publio de Zeugma. Siglo IV. Abad de Siria. Festividad, 25 de enero.
- Publio de Zaragoza. Siglo IV. Uno de los Mártires de Zaragoza. Festividad, 16 de abril.
- Publia de Antioquía. Siglo IV. Viuda. Festividad, 9 de octubre.

## Variantes
- Femenino: Publia.